# Sergueï Fomine (combinatoire)
Pour les articles homonymes, voir Fomine.
Ne doit pas être confondu avec Sergueï Fomine.
Sergueï Vladimirovitch Fomine (russe : Серге́й Влади́мирович Фоми́н, transcription anglaise Sergey Fomin), né le 16 février 1958 à Saint-Pétersbourg) est un mathématicien russe et américain qui travaille notamment en combinatoire algébrique.

## Biographie
Fomine étudie à l'université d'État de Saint-Pétersbourg avec un diplôme en 1979 et un doctorat en 1982 sous la direction de Leonid Vladimirovitch Osipov et Anatoli Vershik (« Rates of Convergence in Multidimensional Central Limit Theorem »). Il est chargé de cours à l'Université d'État électrotechnique de Saint-Pétersbourg V. I. Oulianov « LETI » de 1982 à 1991. De 1992 à 2000 il travaille au Massachusetts Institute of Technology (assistant professor 1993, associate professor 1996) ; en 1999 il devient associate professor et en 2001 professeur à l'université du Michigan. Depuis 2007 il y est Robert M. Thrall Collegiate Professor. Il a également été chercheur à l'Institut d'informatique et d'automatisation de l'Académie des sciences de Russie à Saint-Pétersbourg de 1991 à 2005. Il a été chercheur invité à l'Institut Mittag-Leffler (1992, 2005), au Mathematical Sciences Research Institute, à l'Institut Isaac-Newton, à l'université de Strasbourg (IRMA), à l'Institut Hausdorff à Bonn et à l'Institut international Erwin-Schrödinger pour la physique mathématique à Vienne.
Fomine travaille en combinatoire et ses applications à l'algèbre, la géométrie et la théorie de la représentation ; avec Andrei Zelevinsky il a introduit la notion d'algèbres amassées (en). Il a également travaillé en géométrie énumérative (calcul de Schubert) et en physique mathématique (par exemple, équation de Yang-Baxter, approche de Bethe).

## Prix et distinctions
En 2012 il devient fellow de l'American Mathematical Society. Il est conférencier invité au Congrès international des mathématiciens 2010 à Hyderabad (Total positivity and cluster algebras). En 2018 il reçoit le prix Leroy P. Steele pour une « contribution majeure dans la recherche ».

## Publications
- S. Fomine et A. Zelevinsky, « Y-systems and generalized associahedra », Annals of Mathematics, vol. 158,‎ 2003, p. 977-1018 (DOI 10.4007/annals.2003.158.977, arXiv math/0505518).
- S. Fomine et A. Zelevinsky, « Cluster Algebras I: Foundations », Journal of the AMS, vol. 15,‎ 2002, p. 497–529.
- S. Fomine et A. Zelevinsky, « Cluster Algebras II: Finite type classification », Inventiones Mathematicae, vol. 154,‎ 2003, p. 63–121 (DOI 10.1007/s00222-003-0302-y, Bibcode 2003InMat.154...63F, arXiv math/0208229).
- S. Fomine et A. Zelevinsky, « Total positivity: tests and parametrizations », The Mathematical Intelligencer, vol. 22,‎ 2000, p. 23–33.
- S. Fomine, S. Gelfand et A. Postnikov, « Quantum Schubert Polynomials classification », Journal of the AMS, vol. 10,‎ 1997, p. 565–596